# Петрих, Хенрик
Хе́нрик Пе́трих (пол. Henryk Petrich; 10 января 1959, Лодзь) — польский боксёр средних весовых категорий, выступал за сборную Польши в 1980-е годы. Бронзовый призёр летних Олимпийских игр в Сеуле, обладатель бронзовой медали чемпионата мира, вице-чемпион Европы, победитель многих международных турниров и национальных первенств. Ныне — тренер по боксу.

## Биография
Хенрик Петрих родился 10 января 1959 года в городе Лодзь, Лодзинское воеводство. Первого серьёзного успеха на ринге добился в 1983 году, когда стал чемпионом Польши по боксу во втором среднем весе — впоследствии удостаивался этого звания ещё семь раз (трижды во втором среднем весе и четырежды в полутяжёлом). В 1984 году должен был представлять страну на летних Олимпийских играх в Лос-Анджелесе, однако Польша бойкотировала эти соревнования, и вместо этого Петрих принял участие в турнире стран социалистического лагеря «Дружба-84», где завоевал серебряную медаль. Год спустя боксировал на чемпионате Европы в Будапеште, однако пробиться здесь в число призёров не сумел.
В 1986 году на чемпионате мира в американском городе Рино Петрих дошёл до стадии полуфиналов, проиграв со счётом 0:5 немцу Генри Маске. Через год занял второе место на европейском первенстве в Турине, в финале вновь встретился с Маске, бой проходил примерно в том же ключе и закончился с тем же счётом. Благодаря череде удачных выступлений в 1988 году Петрих заслужил право защищать честь страны на летних Олимпийских играх в Сеуле (уже в полутяжёлой весовой категории), выиграл бронзовую медаль, уступив техническим нокаутом американцу Эндрю Мейнарду, который в итоге и стал олимпийским чемпионом. Хенрик Петрих продолжал выходить на ринг вплоть до 1991 года, но на международной арене уже не показывал сколько-нибудь выдающихся результатов. В настоящее время работает тренером по боксу в варшавском клубе «Легия», за который выступал практически на протяжении всей карьеры.